# Brentwood (Nouvelle-Écosse)
Pour les articles homonymes, voir Brentwood.
Brentwood est une communauté de la Nouvelle-Écosse au Canada. Elle est située dans le comté de Colchester.

## Source
- (en) Cet article est partiellement ou en totalité issu de l’article de Wikipédia en anglais intitulé « Brentwood, Nova Scotia » (voir la liste des auteurs).